# Pluralisme jurídic
El pluralisme jurídic és el coexistència en un mateix espai territorial i temporal de dos o més ordenaments jurídics superposats. És un fenomen estudiat per la filosofia del dret.